# The Forward
The Forward, o Forverts in yiddish (פֿאָרווערטס), conosciuto fino al 2015 come The Jewish Daily Forward, è un quotidiano on-line destinato alla comunità ebraica americana, distribuito in due edizioni: una in lingua inglese, basata su temi prevalentemente politici, società e cultura, e una in lingua yiddish, più incentrata su tematiche culturali e sociali.
Forverts è stato fondato come quotidiano socialista yiddish nel 1897; la redazione in lingua inglese è stata invece costituita nel 1990. Convertito più recentemente in settimanale e poi mensile, le due versioni cartacee sono state interrotte nel 2019 e sostituite da due pubblicazioni on-line.
Entrambe le riviste sono pubblicate dalla Forward Association, che ha sede a New York.

## Storia

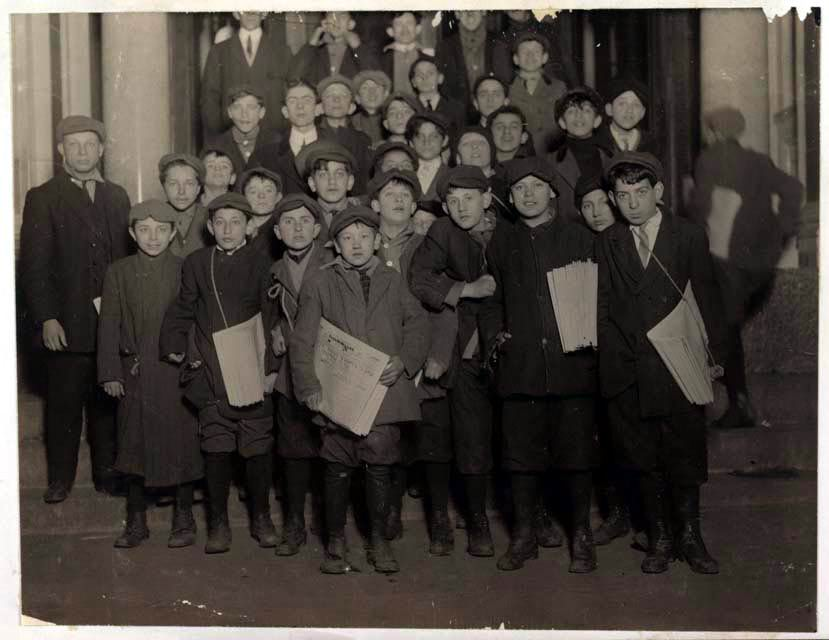
Gli strilloni del Forward aspettano le loro copie nelle prime ore del mattino del marzo 1913.

Il quotidiano fu fondato il 22 aprile 1897 da Abraham Cahan, un ebreo lituano che sarà editore e direttore del giornale sino alla sua morte nel 1951. Il nome Forverts – in realtà una parola tedesca; in yiddish dovrebbe chiamarsi foroys – fu tratto dall'omonimo organo centrale della socialdemocrazia tedesca, il Vorwärts. A quel tempo la testata era vicina all'Unione Generale dei Lavoratori Ebrei (Bund), attiva nell'Impero russo, ed era orientato su posizioni socialiste, antisioniste. Il giornale divenne non solo il principale quotidiano in lingua yiddish negli Stati Uniti ma anche un veicolo d'integrazione nella società americana per la numerosa comunità ebraica recentemente arrivata dall'Europa centrale ed orientale. All'inizio del 1917 Lev Trockij teneva regolarmente una rubrica sul giornale. Dal 1912 al 1974, la redazione si trovava in un grattacielo a Seward Park.
Durante la prima guerra mondiale la tiratura giornaliera del Forverts era di 200.000 copie in undici edizioni locali e regionali. All'inizio degli anni '30, ne venivano stampate più di 275.000 copie al giorno. Per un po', i lettori di Forvert hanno superato quelli del New York Times. Tra gli autori più noti che scrivevano sulle sue colonne vi era Morris Rosenfeld o i premi Nobel Isaac Bashevis Singer ed Elie Wiesel. Il giornale aveva anche una stazione radio in lingua yiddish, WEVD, conosciuta come “la stazione che parla la tua lingua”. Una colonna leggendaria che iniziò ad apparire nel 1906 fu A bintl briv ("Un fascio di lettere"), in cui Cahan dispensava consigli agli immigrati su come muoversi in America. Estratti dalla rubrica, tradotti in inglese, apparvero per la prima volta nel 1971; Nel 1990 Isaac Metzger ha pubblicato il libro A Bintel Brief, che ha costituito la base di una graphic novel e di un'opera teatrale rappresentata allo Yiddish Theatre di Montreal.
Il numero di lettori è diminuito drasticamente dagli anni '70, motivo per cui il giornale è stato pubblicato solo come settimanale dal 1983, inizialmente integrato da un supplemento in lingua inglese. L'edizione inglese è diventata autonoma nel 1990 e da allora le versioni yiddish e inglese hanno avuto editori indipendenti, sebbene continuino ad avere una direzione congiunta nella Forward Association. Dal 1995 è stata pubblicata un'edizione russa, venduta nel 2004 e pubblicata con il nome Forum dal 2007. Sotto Boris Sandler, caporedattore dal 1998 al 2016, il giornale yiddish è stato modernizzato in termini di contenuto e aspetto, coinvolgendo numerosi nuovi autori.
Il settimanale inglese aveva una diffusione di 28.000 copie all'inizio del 2013 (più circa 400.000 visitatori unici mensili del sito). La versione cartacea in yiddish, invece, che all'inizio del 2013 aveva una tiratura di sole 2.100 copie ed era letta da circa 6.000 persone in formato cartaceo e altre 6.000 in formato digitale, ha cambiato la direzione in un quindicinale al inizio febbraio 2013 a causa della crescente pressione finanziaria intorno; come compenso, la versione online è stata aggiornata quotidianamente.
Nella primavera del 2016, l'edizione stampata del giornale yiddish è stata trasformata in una rivista culturale mensile sotto il nuovo caporedattore Rukhl Schaechter. L'edizione inglese ha compiuto lo stesso passo nel 2017, ma senza rinunciare al contenuto politico.
Il 16 gennaio 2019, l'editore ha annunciato che sia la versione cartacea in yiddish che quella in inglese sarebbero state interrotte nell'aprile dello stesso anno. Da maggio 2019, entrambe le pubblicazioni escono solamente online.
Nel gennaio del 2025, un'inchiesta del Forward ha rivelato che la Heritage Foundation, un think tank conservatore statunitense, aveva fatto circolare a varie fondazioni ed associazioni ebraiche un documento, intitolato "Wikipedia Editor Targeting", che conteneva varie strategie, fra cui software di riconoscimento facciale e altri strumenti invasivi per la privacy, per "identificare e prendere di mira" i contributori di Wikipedia che avessero contribuito a pagine dell'enciclopedia relative a Israele, alla Palestina e alla guerra nella Striscia di Gaza, apportando modifiche ritenute "antisemite" dallo stesso think tank, che però non aveva fornito esempi specifici di tale presunto antisemitismo.